# クヌーズ6世 (デンマーク王)

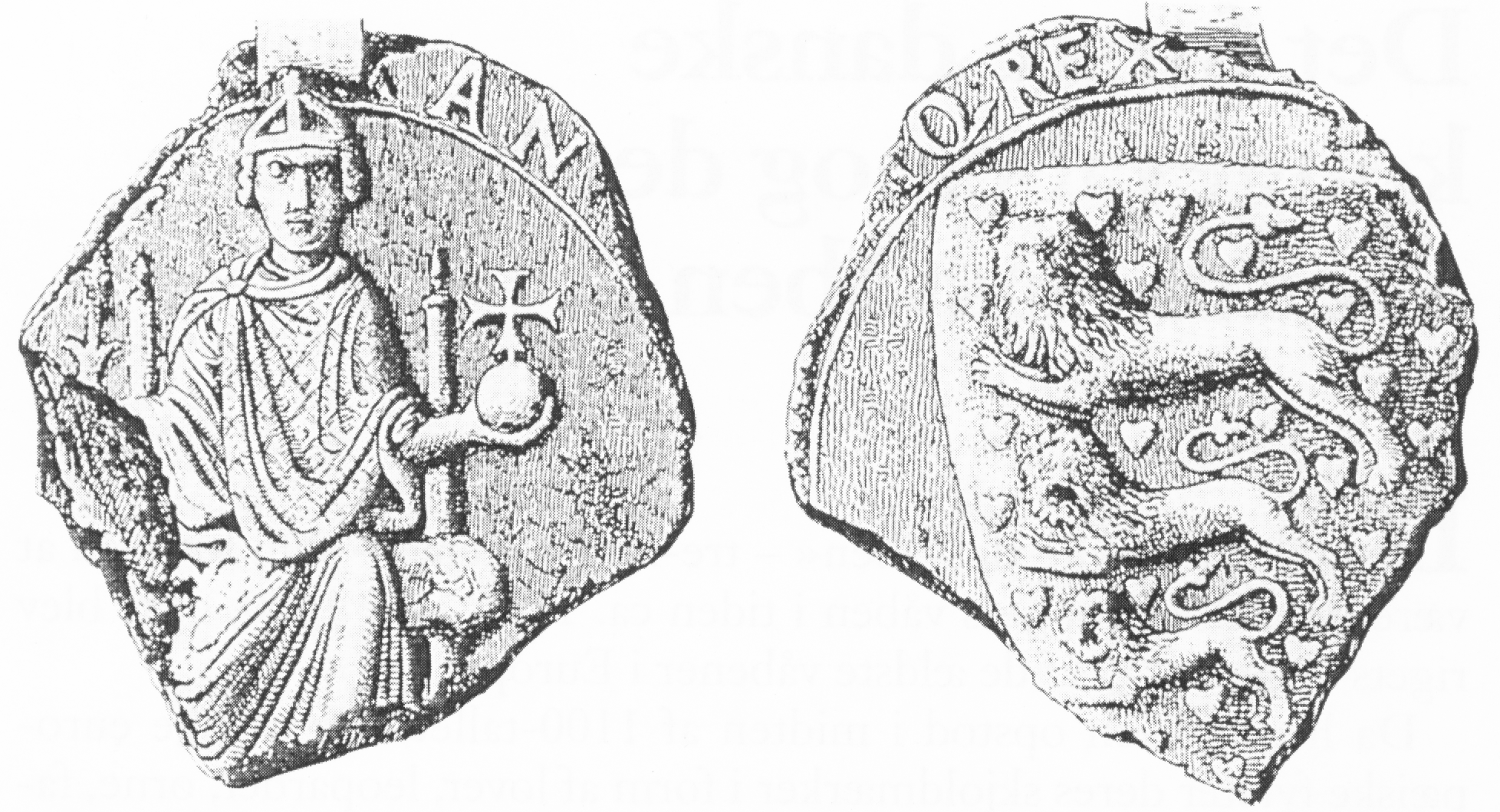
1190年ごろ以降に用いられたクヌーズ6世のシール。デンマークの紋章として残されている最古のものである。唯一のこのシールの複製は、1879年にドイツのシュヴェリーンで発見された。クヌーズ6世のアーチ型の王冠は、その後の王のシールに描かれている放射状の王冠と異なっている。

クヌーズ6世（デンマーク語：Knud 6., 1163年ごろ - 1202年11月12日）は、デンマーク王（在位：1182年 - 1202年）。同時代の資料には、真面目で、非常に信心深かったと記されている。

## 生涯

### 生い立ち
クヌーズはデンマーク王ヴァルデマー1世とソフィヤ・ウラジミロヴナの長男である。弟ヴァルデマー2世は1170年に生まれた。クヌーズは1170年に7歳で父ヴァルデマー1世と共にデンマークの共同摂政となった。

### 治世
1182年に父ヴァルデマー1世が死去し、同年にクヌーズはウアネホーゼ議会、さらにデンマーク全土で開催された議会においてデンマーク王位につき、単独統治を開始した。即位後すぐにスコーネで起こった農民の反乱に直面した。その農民らは、アブサロン司教に対する十分の一税の支払いを拒否した。農民らはスコーネ議会で集まり、クヌーズの友人の1人であるハーラル・スクレングを選んで、王に農民らの主張を弁護してもらうこととした。王はスクレングの話を聞くことを拒否し、農民に身の程をわきまえさせるために軍隊を集め始めた。王が軍を召集する前に、ハッランドとスコーネの貴族は自身らの軍をまとめ、スコーネのドシェブロ（Dysjebro）において流血戦を行い農民を打ち負かした。その後クヌーズは軍隊と共に到着し、農民を火と剣をもって懲らしめた。クヌーズの攻撃が非常に執拗であったため、アブサロン司教は王にやめるよう懇願した。
神聖ローマ皇帝フリードリヒ1世バルバロッサは、クヌーズの父ヴァルデマー1世に自身を君主として認めるよう強要していたが、1184年にフリードリヒ1世はクヌーズに使者を送り、皇帝を君主として認めるよう要求した。クヌーズはこれに応えなかったため、皇帝はクヌーズが自らを君主として認めなかった場合には報復を行うと脅す使者を送った。司教アブサロンはクヌーズの代わりに使者に対し「クヌーズは皇帝と同じくらい自由な王である。皇帝が神聖ローマ帝国に対して持っているのと同じように、クヌーズはデンマークに対して多くの権利を持っている。したがって、皇帝はこの場所に忠誠を期待するべきではない」と返答した。
皇帝はクヌーズの返事を聞いて激怒したが、南で問題が発生したため臣下であるポメラニア公ボギスワフ1世にデンマークへの侵攻を命じた。ボギスワフ1世は絶好の機会であると感じ、すぐに500隻の船を集めた。最初の侵略の知らせは、警告を与えるためにシェラン島に出航したリューゲン公ヤロマル1世からのものであった。王はユトランドにいたため、アブサロン司教にシェラン島、フュン島、スコーネからの利用可能なすべての船を6日間で王の元に向かわせるよう命じた。アブサロンは艦隊を率いてリューゲン島に向けて出航し、ボギスワフ1世が現れるのを待った。しかし敵の姿は確認できず、ポメラニア艦隊が到着したときに知らせを受け取るためアブサロンは偵察を送った。そしてアブサロンは部下に上陸を命じ、復活祭の2日目にミサを祝うことができるようにした。礼拝の最中に偵察の1人が教会に駆け込み、霧の中に敵が見えたと叫んた。「さあ、神への賛美のために剣にミサ曲を歌わせよう！」と、祭壇の道具を脇に置きながらアブサロンは叫んだ。
デンマーク艦隊は錨を下ろし、霧の中をポメラニア艦隊に向かって航行した。ボギスワフ1世の艦隊は、デンマーク軍がその鬨の声が聞こえる位まで接近するまでデンマーク軍の姿を全く確認できなかった。ポメラニア人たちは恐怖に襲われ漕ぎ出そうとしたが、あまりに接近していたため船は向きを変えることができなかった。男たちはパニックに陥り、船から船へと飛んで移動し始め、8隻が沈没した。アブサロンが財貨を残して船を追いかけるべきだと叫んだとき、デーン人はそれらを略奪するために船に身を投じた。従う者はほとんどおらず、わずか7隻の船でアブサロンはポメラニア艦隊全体を敗走させ、35隻の敵船を拿捕した。アブサロンはボギスワフ1世自身の大きな天幕をまだユトランドにいるクヌーズに送った。ボギスワフ1世の敗北により、皇帝はしばらくの間デンマーク支配を断念した。
クヌーズは二度にわたりポメラニア侵攻を命じ、1185年にはボギスワフ1世にクヌーズを君主として認めさせた。その時から1972年まで、デンマーク王は何世紀にもわたってデンマークの君主が統治した公国、伯領および地域の一つとして、「ヴェンド人の王（De Venders Koning）」という称号を用いた。1197年、クヌーズは自ら異教のエストニア人に対する十字軍を率いた。
クヌーズの弟である南ユトランド公ヴァルデマーは、父親が亡くなったときちょうど12歳であった。ヴァルデマーが自ら統治できる年齢になるまで、シュレースヴィヒ司教ヴァルデマー（1158年 - 1236年）が摂政に任命された。ヴァルデマー司教は野心的で、王に対抗するためにドイツの貴族の支持を集め始めた。ヴァルデマー司教は自分の利益をヴァルデマー公の利益にみせかけ、ホルシュタイン伯アドルフ3世（1160年 - 1225年）と共にクヌーズを打倒し、自ら王になろうと画策した。ヴァルデマー司教はルンド大司教に選ばれたときに、自らの計画について公然と語った。ヴァルデマー公は1192年にヴァルデマー司教にオーベンローでの会談を求めた。強大な権力を保持する司教が到着したとき、ヴァルデマー公は部下に司教を逮捕するよう命じ、その後13年間司教はシェラン島北部のセーボー塔に鎖でつながれた。1199年、アドルフ3世がデンマーク南部でヴァルデマー公への反対の声をあげようとしたため、ヴァルデマー公はレンズブルクにあるアドルフ3世の新しい要塞を攻撃した。ヴァルデマーは1201年のシュテラウの戦いでアドルフ3世の軍を破りアドルフ3世を捕らえ、アドルフ3世はその後3年間を大司教と共にセーボー塔で過ごすこととなった。アドルフ3世は自由の身となるために、1203年にエルベ川の北にあるすべての領地をヴァルデマー公に引き渡さなければならなかった。

### 継承
クヌーズの友人であり最も重要な相談相手であったアブサロン司教は、1201年3月21日に死去した。アブサロンはデンマークの歴史において最も重要な人物の1人であった。クヌーズ6世の下で、アブサロンはデンマークの政治における主要な政策の立案者であった。アブサロンはソーレ教会の父親の隣に埋葬された。アブサロンの碑文には「善良で勇敢な男」と刻まれている。その1年後の1202年11月12日にクヌーズ6世は死去した。
1177年、クヌーズ6世はザクセン公ハインリヒ獅子公の娘ゲルトルート（1155年頃 - 1197年）と結婚した。ゲルトルートは1166年にシュヴァーベン公フリードリヒ4世と最初に結婚し、1167年に未亡人となっていた。この結婚でクヌーズ6世とゲルトルートの間に子供は生まれなかった。クヌーズ6世の死後、弟ヴァルデマー2世（1170年 - 1241年）が王位を継承し、1202年から1241年までデンマークを統治した
v。